# Małotyń
Małotyń (biał. Малотынь; ros. Молотынь, Mołotyń; ros. hist. Молотия, Mołotija) – wieś na Białorusi, w obwodzie witebskim, w rejonie orszańskim, w sielsowiecie Mieżawa.

## Historia
W Rzeczypospolitej Obojga Narodów miejscowość leżała w województwie witebskim, w powiecie orszańskim. 17 stycznia 1719 wojski mścisławski Stanisław Kazimierz Enoinski i jego żona Konstancia Barbara Enoinska zapisali okoliczne dobra, wraz ze wsią występującą w testamencie pod nazwą Mołotycz, jezuickiemu kolegium mścisławskiemu.
W XIX i w początkach XX w. Mołotija położona była w Rosji, w guberni mohylewskiej, w powiecie orszańskim. Następnie w granicach Związku Sowieckiego. Od 1991 w niepodległej Białorusi.